# Subaru Impreza 555

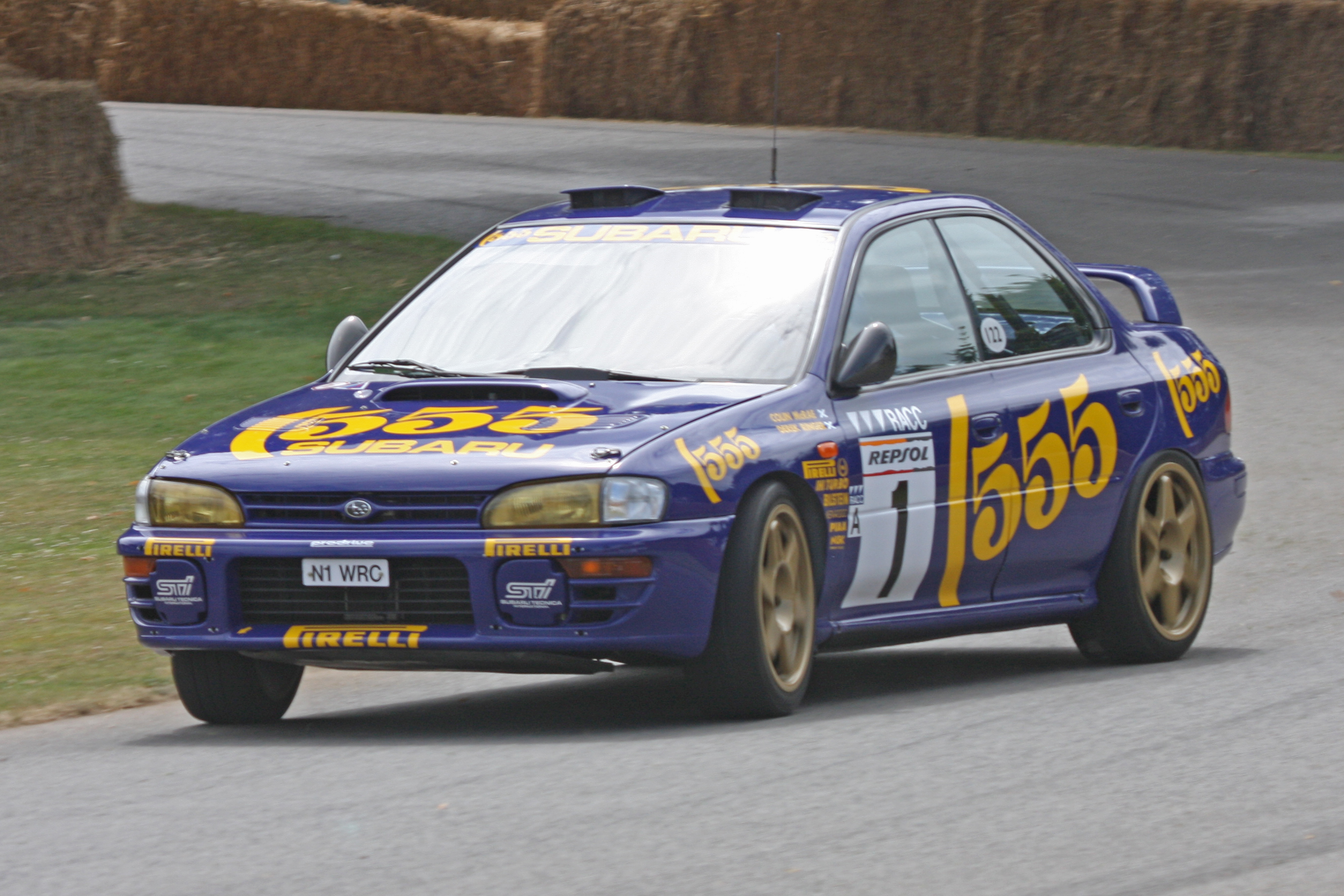
De Subaru Impreza 555

De Subaru Impreza 555 is een sportieve versie van de Subaru Impreza , die werd ontworpen om zich te kwalificeren voor een Groep A-auto in het Wereldkampioenschap Rally, waar het in deelnam tussen 1993 en 1996. De nummercombinatie '555' werd geleend van de toenmalige hoofdsponsor van het Subaru-rallyteam State Express 555. De straatversie van de Impreza 555 werd uitgebracht als de Subaru Impreza WRX STi.
De Impreza 555 won in totaal elf WK-rally's. Colin McRae werd er in 1995 wereldkampioen mee, terwijl Subaru er de constructeurstitel mee won in 1995 en 1996. 